# Thuidium siphotheca
Thuidium siphotheca är en bladmossart som först beskrevs av C. Müller, och fick sitt nu gällande namn av Georg Friedrich von Jaeger 1878. Thuidium siphotheca ingår i släktet tujamossor, och familjen Thuidiaceae. Inga underarter finns listade i Catalogue of Life.